# Port lotniczy Bafatá
Port lotniczy Bafatá (ICAO: GGBF) – port lotniczy zlokalizowany w Bafatá, w Gwinei Bissau, piąty co do wielkości w tym kraju.